# 잔받침

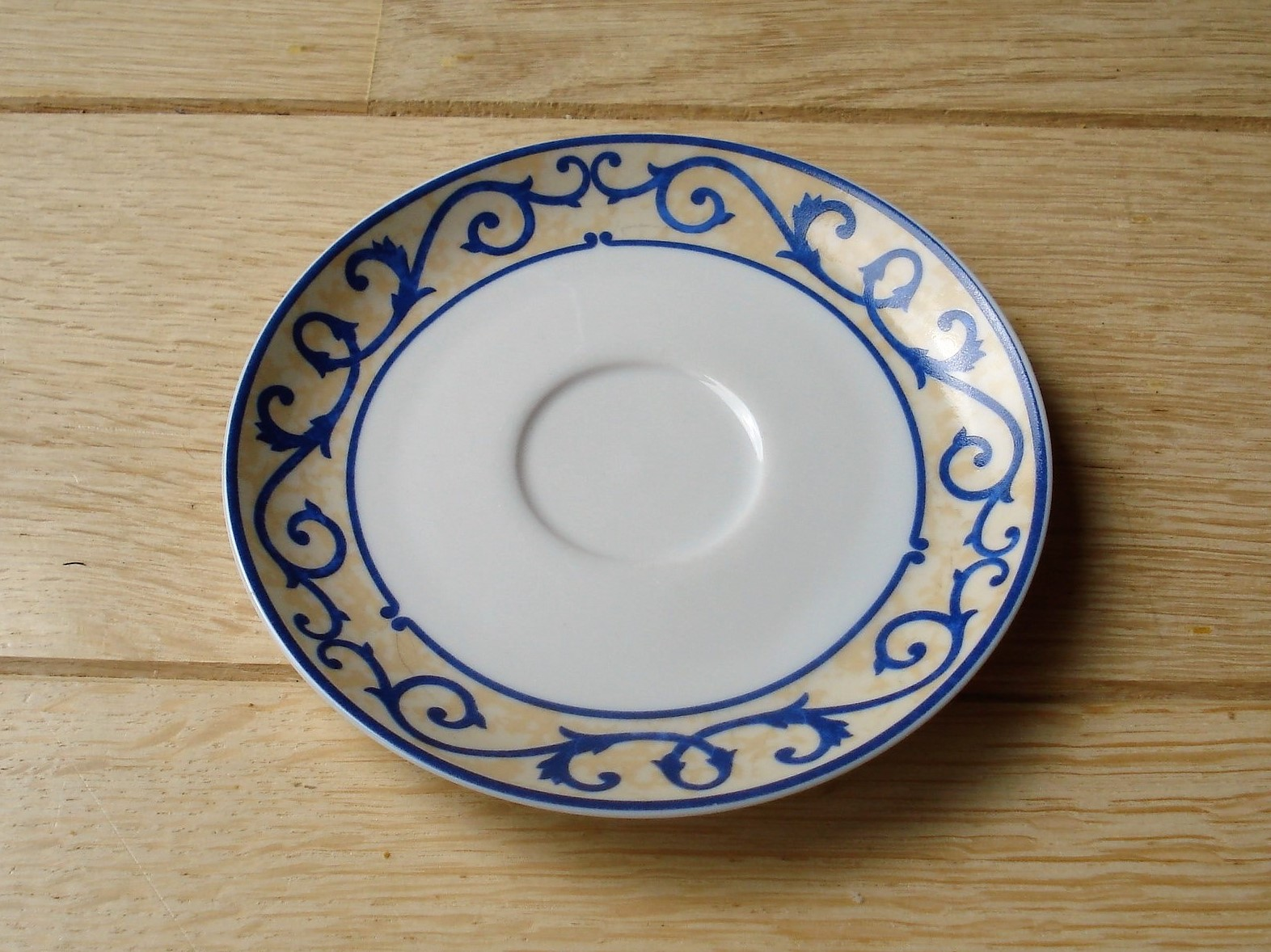
잔받침의 모습.

잔받침(盞--) 또는 잔탁(盞托)은 찻잔이나 커피잔 등 잔의 밑에 대는 데 사용하는 작은 접시이다.

## 개요
잔받침의 중앙에는 종종 일치하는 컵에 맞는 크기의 오목한 부분이나 돌출된 고리가 포함되어 있다. 이것은 18세기 중반에야 소개되었다. 잔받침은 컵의 열기로 인해 발생할 수 있는 손상으로부터 표면을 보호하고, 컵에서 넘치거나 튀거나 떨어지는 것을 잡아서 테이블 리넨과 두 컵을 들고 독립 의자에 앉은 사용자를 모두 보호하는 데 유용하다. 잔받침은 또한 감미료나 크리머를 차나 커피에 섞기 위해 컵에 있는 음료를 저어주는 데 사용할 수 있는 젖은 스푼을 위한 편리한 자리를 제공한다.
어떤 사람들은 컵에 담긴 뜨거운 차나 커피를 잔받침에 붓는다. 공기에 노출되는 액체의 표면적이 증가하면 냉각 속도가 증가하여 마시는 사람이 준비 후 음료를 빨리 마실 수 있다. 이런 일은 18세기에 매우 흔했다.
종종 차 또는 디너 세트의 장소 설정의 일부이지만 독특한 스타일의 찻잔은 종종 어울리는 잔받침과 함께 판매되거나 때로는 단독으로 판매되거나 찻주전자와 작은 디저트 접시를 포함하여 차 세트의 일부로 판매된다.

## 기타
잔받침을 닮은 미확인비행체(UFO)를 비행접시라 부르기도 하는데, 이는 "나는 잔받침"을 뜻하는 영어 "플라잉 소서(flying saucer)"의 번역어이다.

## 사진 갤러리

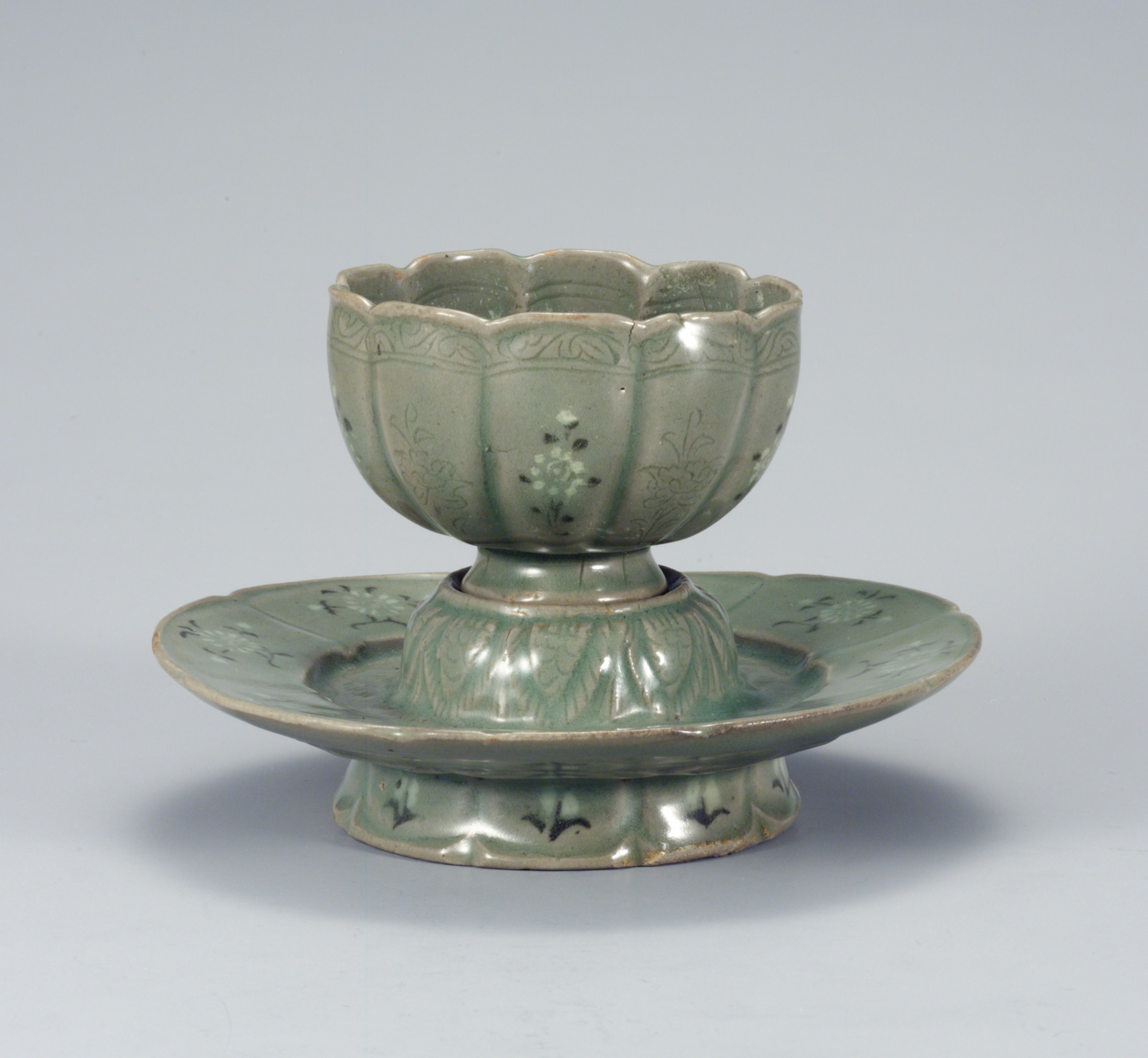
청자 상감 국화무늬 잔과 잔받침 (고려)
찻잔과 잔받침 (청나라)
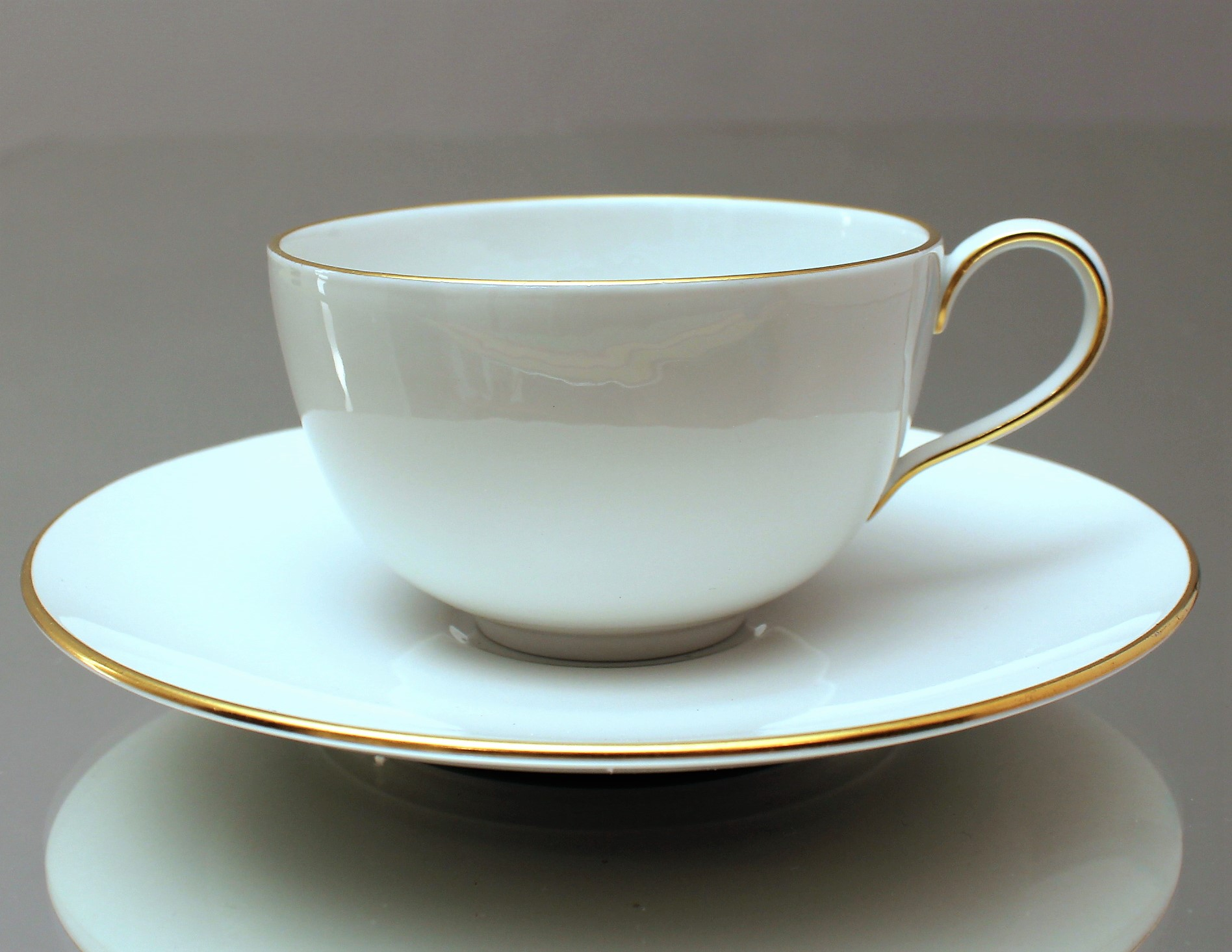
커피잔과 잔받침 (독일)
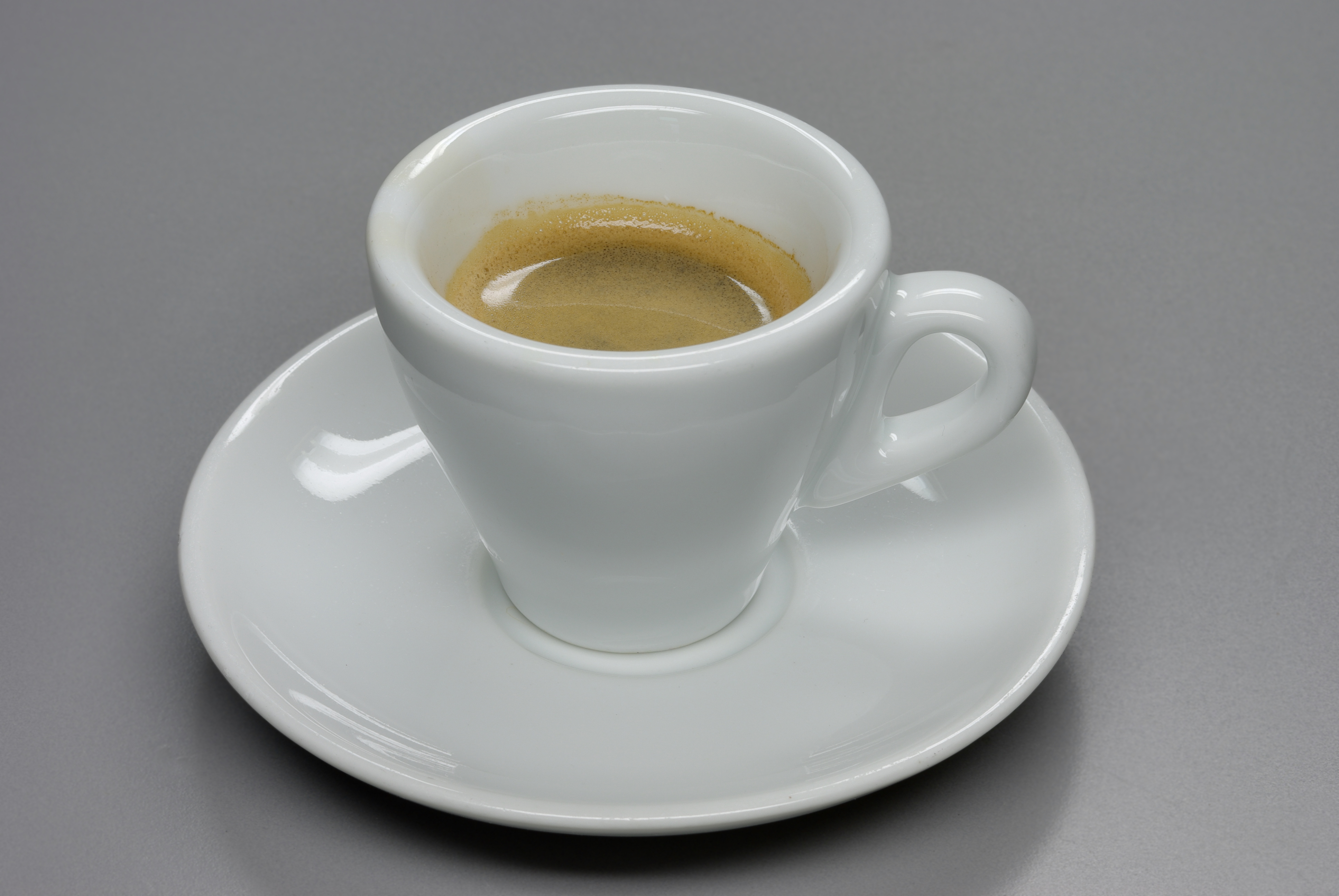
에스프레소가 담긴 데미타스 커피잔과 잔받침

## 같이 보기
- 컵받침